# Attogon
Attogon è un arrondissement del Benin situato nella città di Allada (dipartimento dell'Atlantico) con 7.625 abitanti (dato 2006).